# Elateriopsis grisebachii
Elateriopsis grisebachii là một loài thực vật có hoa trong họ Cucurbitaceae. Loài này được (Cogn.) Mart.Crov. mô tả khoa học đầu tiên năm 1957.